# Devers (Teksas)
Devers je grad u američkoj saveznoj državi Teksas. Prema popisu stanovništva iz 2010. u njemu je živjelo 447 stanovnika.